# Ministerium für Bildung und Kultur (Saarland)
Das Saarländische Ministerium für Bildung und Kultur ist eines von sieben  Ministerien des Saarlandes. Geleitet wird das Ministerium seit 18. September 2019 von Bildungsministerin Christine Streichert-Clivot (SPD), Staatssekretärin ist Jessica Heide.

## Geschichte
In der von 1946 bis 1947 amtierenden Verwaltungskommission des Saarlandes gab es noch keine Ministerien. Direktor für Erziehung war Emil Straus. 1947 wurde das Kultusministerium dann als Ministerium für Kultus, Schulwesen und Volksbildung gegründet. 
Bis heute wechselte das Ministerium mehrfach seine Zuständigkeiten und tauschte Ressorts mit fast allen anderen Ministerien sowie der Staatskanzlei. Folgende Minister waren somit seit 1947 im Saarland für Bildung zuständig:
| Name                                              | Amtsantritt                                                  | Kabinett                                         | Partei                                           |
| Minister für Kultus, Schulwesen und Volksbildung  | Minister für Kultus, Schulwesen und Volksbildung             | Minister für Kultus, Schulwesen und Volksbildung | Minister für Kultus, Schulwesen und Volksbildung |
| ------------------------------------------------- | ------------------------------------------------------------ | ------------------------------------------------ | ------------------------------------------------ |
| Emil Straus                                       | 20. Dezember 1947                                            | Hoffmann I                                       | CVP                                              |
| Minister für Kultus, Unterricht und Volksbildung  |                                                              |                                                  |                                                  |
| Emil Straus                                       | 3. August 1948                                               | Hoffmann I                                       | CVP                                              |
| Erwin Müller                                      | 14. April 1951                                               | Hoffmann II                                      | CVP                                              |
| Franz Singer                                      | 23. Dezember 1952                                            | Hoffmann III                                     | CVP                                              |
| Johannes Hoffmann                                 | 4. November 1953 17. Juli 1954                               | Hoffmann III Hoffmann IV                         | CVP                                              |
| Paul Schütz                                       | 29. Oktober 1955                                             | Welsch                                           | parteilos                                        |
| Egon Reinert                                      | 10. Januar 1956                                              | Ney                                              | CDU                                              |
| Franz-Josef Röder                                 | 4. Juni 1957 26. Februar 1959 30. April 1959 17. Januar 1961 | Reinert I Reinert II Röder I Röder II            | CDU                                              |
| Werner Scherer                                    | 19. Juli 1965 13. Juli 1970                                  | Röder III Röder IV                               | CDU                                              |
| Minister für Kultus, Bildung und Sport            |                                                              |                                                  |                                                  |
| Werner Scherer                                    | 23. Januar 1974 1. März 1977                                 | Röder V Röder VI                                 | CDU                                              |
| Josef Jochem                                      | 7. Dezember 1977 5. Juli 1979                                | Röder VI Zeyer I                                 | CDU                                              |
| Wolfgang Knies                                    | 23. Mai 1980                                                 | Zeyer II                                         | CDU                                              |
| Gerhard Zeitel                                    | 10. Juli 1984                                                | Zeyer III                                        | CDU                                              |
| Minister für Kultus, Bildung und Wissenschaft     |                                                              |                                                  |                                                  |
| Diether Breitenbach                               | 9. April 1985                                                | Lafontaine I                                     | SPD                                              |
| Minister für Bildung und Sport                    |                                                              |                                                  |                                                  |
| Marianne Granz                                    | 21. Februar 1990                                             | Lafontaine II                                    | SPD                                              |
| Minister für Bildung, Kultur und Wissenschaft     |                                                              |                                                  |                                                  |
| Diether Breitenbach                               | 23. November 1994                                            | Lafontaine III                                   | SPD                                              |
| Henner Wittling                                   | 18. September 1996 9. November 1998                          | Lafontaine III Klimmt                            | SPD                                              |
| Jürgen Schreier                                   | 29. September 1999 6. Oktober 2004                           | Müller I Müller II                               | CDU                                              |
| Minister für Bildung, Kultur, Familien und Frauen |                                                              |                                                  |                                                  |
| Annegret Kramp-Karrenbauer                        | 3. September 2007                                            | Müller II                                        | CDU                                              |
| Minister für Bildung                              |                                                              |                                                  |                                                  |
| Klaus Kessler                                     | 10. November 2009 24. August 2011                            | Müller III Kramp-Karrenbauer I                   | Grüne                                            |
| Stephan Toscani (kommissarisch)                   | 18. Januar 2012                                              | Kramp-Karrenbauer I                              | CDU                                              |
| Minister für Bildung und Kultur                   |                                                              |                                                  |                                                  |
| Ulrich Commerçon                                  | 9. Mai 2012 17. Mai 2017 1. März 2018                        | Kramp-Karrenbauer II Kramp-Karrenbauer III Hans  | SPD                                              |
| Christine Streichert-Clivot                       | 18. September 2019 26. April 2022                            | Hans Rehlinger                                   | SPD                                              |

## Aufgaben
Das Ministerium ist unter anderem zuständig für:
- Kindergärten, Horte und Krippen
- Schulwesen und Kultur
- Allgemeine und politische Weiterbildung
- Angelegenheiten der Kirchen und Religionsgemeinschaften
- Entwicklungszusammenarbeit
- Landesdenkmalpflege
- Landeszentrale für politische Bildung des Saarlandes

## Organisation
Neben dem Ministerbüro und dem Büro des Bürgerbeauftragten bestehen folgende Abteilungen:
- Abteilung A: Zentralabteilung
- Abteilung B: Bildungspolitische Grundsatz- und Querschnittsangelegenheiten
- Abteilung C: Allgemein bildende Schulen
- Abteilung D: Berufliche Schulen, frühkindliche Bildung, Weiterbildung, Sport
- Abteilung E: Kultur
- Abteilung F: Denkmalpflege und Industriekultur